# Philipp Ochs
Philipp Ochs (Wertheim, 17 aprile 1997) è un calciatore tedesco, centrocampista del First Vienna.

## Caratteristiche tecniche
Centrocampista esterno, è in grado di ricoprire vari ruoli nella parte laterale del campo, dove può essere schierato anche da ala o da terzino.

## Palmarès

### Individuale
- Fritz-Walter-Medaille: 1

Under-19 2016 (argento)